# Sebastian Coe
Sebastian Newbold Coe, Baron Coe (* 29. září 1956, přezdívaný Seb Coe)
 je britský konzervativní politik a bývalý vynikající sportovec. Jedná se o atleta-běžce na středních tratích, dvojnásobného olympijského vítěze z Letních olympijských her 1980 v Moskvě a Letních olympijských her 1984 v Los Angeles na trati 1500 metrů. Coe je také evropským šampionem z roku 1986 v běhu na 800 metrů. Během své sportovní kariéry vytvořil celkem osm nových světových rekordů.

## LOH 2012 v Londýně
Sebastian Coe byl předsedou organizačního výboru Letních olympijských her 2012 v Londýně.

## Sebastian Coe a IAAF
Sportovní diplomacii se Sebastian Coe věnuje už od dob své aktivní sportovní kariéry. Od roku 2003 působí v 27členné Radě Mezinárodní asociace atletických federací (IAAF) a od roku 2007 byl jedním ze čtyř viceprezidentů této organizace. V roce 2014 ohlásil, že chce kandidovat na funkci prezidenta IAAF. 19.8.2015 byl zvolen prezidentem IAAF, na kongresu v Pekingu zvítězil nad svým protikandidátem Sergejem Bubkou poměrem hlasů 115:92. Jeho prioritou se stal boj proti dopingu. Důsledkem byla na podzim roku 2015 suspendace Ruska z důvodu státem řízeného dopingu.
Do čela IAAF byl zvolen opět v září 2019, tentokrát jednomyslně všemi 203 členy Kongresu IAAF. K jeho plánům na další čtyřleté období patří úprava kalendáře závodů, jednodenní mítinky a role manažerů a agentur.

## Osobní rekordy
| Trať   | Výkon   | Datum                           |
| ------ | ------- | ------------------------------- |
| 400 m  | 46.87   | 1979                            |
| 800 m  | 1:41.73 | 1981                            |
| 1000 m | 2:12.18 | 1981 - Současný evropský rekord |
| 1500 m | 3:29.77 | 1986                            |
| Míle   | 3:47.33 | 1981                            |
| 2000 m | 4:58.84 | 1982                            |
| 3000 m | 7:54.32 | 1979                            |
| 5000 m | 14:06.2 | 1980                            |